# Виола (Делавэр)
Виола (англ. Viola) — город в округе Кент в штате Делавэр США. По данным переписи 2020 года, численность населения составляла 140 человек.

## Население
| 2010 | 2020 |
| ---- | ---- |
| 157  | ↘140 |